# Васильевский, Василий Григорьевич
Васи́лий Григо́рьевич Василье́вский (21 января [2 февраля] 1838 или 2 февраля 1838, Ильинское, Ярославская губерния — 13 [25] мая 1899, Флоренция) — русский византинист, академик Императорской Санкт-Петербургской академии наук (1890), член-учредитель и почётный член Императорского православного палестинского общества. Тайный советник.

## Биография
Родился 21 января (2 февраля) 1838 года в селе Ильинское Любимского уезда в семье сельского священника. Учился в Ярославской семинарии (1852—1856) и Главном педагогическом институте, из которого перешёл на историко-филологический факультет Санкт-Петербургского университета, где занимался преимущественно у профессоров Срезневского, Благовещенского и Стасюлевича. Окончив курс наук по историческому отделению университета (1860) и педагогические курсы при нём (1860—1862), был командирован в 1862 году за границу, где слушал в Берлине Моммзена и Дройзена, и в Йене — Адольфа Шмидта.
По возвращении в Россию, Васильевский подготовил к 1865 году магистерскую диссертацию: «Политическая реформа и социальное движение в Древней Греции в период её упадка». Испытывая сильную материальную нужду, 4 июля 1867 года он поступил на службу в 6-ю Санкт-Петербургскую гимназию, где пробыл всего 2 месяца (до 14 сентября). Уехал в Новгород, где занял место преподавателя русской словесности в Новгородской гимназии. С 1867 года был учителем истории в Виленской классической гимназии. Здесь он начал собирать и изучать архивный материал по истории Вильны, составив «Очерк истории города Вильны» (2 вып., 1872—1874).
Защитив в 1869 году магистерскую диссертацию, в 1870 году он стал доцентом Санкт-Петербургского университета по кафедре Средних веков и сосредоточил свои занятия на изучении памятников византийской истории. Написал целый ряд отдельных исследований по тёмным и запутанным вопросам как внутренне-византийской истории, так и международных отношений Византии, преимущественно её отношений к Руси. Из этих трудов, в качестве важнейших, следует отметить опубликованные в «Журнале Министерства народного просвещения» (см. раздел «Библиография»).
Кроме того, Васильевский издал несколько неизвестных до него памятников византийской письменности, разъяснил тёмный вопрос о трудах Симеона Метафраста и, наконец, выпустил в свет первую часть труда под заглавием: «Обозрение трудов по Византийской истории» (1890).
Придерживался теории происхождения Ахиллеса из скифского Причерноморья.
Также он был преподавателем русской истории в Александровском лицее (1871).
В 1879 году после защиты диссертации и утверждения в степени доктора русской истории занял должность экстраординарного профессора Санкт-Петербургского университета; ординарный профессор кафедры Всеобщей истории с 1884 года. В 1880—1883 годах был секретарём историко-филологического факультета.
В январе 1890 года В. Г. Васильевский был выбран ординарным академиком Академии наук по русской и византийской истории (член-корреспондентом был с 1876 года). В том же году он назначен редактором «Журнала Министерства народного просвещения». В 1894 году стал инициатором создания «Византийского временника», был одним из его редакторов.
С 18 января 1874 года был членом Учёного комитета Министерства народного просвещения.
Член-учредитель и почётный член Императорского православного палестинского общества.
Умер во Флоренции 13 (25) мая 1899 года. Похоронен на лютеранском кладбище Аллори.

## Награды
- орден Св. Станислава 2-й ст. (1870)
- орден Св. Анны 2-й ст. (1876)
- орден Св. Владимира 4-й ст. (1880)
- орден Св. Владимира 3-й ст. (1883)
- орден Св. Станислава 1-й ст. (1890)
- орден Св. Анны 1-й ст.